# Список Героев Украины/Ж
В настоящем списке в алфавитном порядке представлены люди, получившие почётное звание Герой Украины, чьи фамилии начинаются с буквы «Ж».
- Список содержит информацию о дате указа присвоения почётного звания, роде деятельности награждённых и годах их жизни.

## Список людей, фамилии которых начинаются с «Ж»
| № | Фамилия, Имя Отчество                   | Дата Указа | Деятельность                                                                                         | Годы жизни      |
| - | --------------------------------------- | ---------- | --- | --------------- |
| 1 | Жар, Михаил Васильевич (Епископ Лонгин) | 24.11.2008 | Многодетный отец-опекун, настоятель Свято-Вознесенского мужского монастыря, Черновицкая область      | род. 19.08.1965 |
| 2 | Жауров, Николай Егорович                | 02.07.2007 | Машинист горных выемочных машин арендного предприятия «Шахта имени А. Ф. Засядько», Донецкая область | род. 17.12.1951 |
| 3 | Жданов, Александр Андреевич             | 19.08.2004 | Директор государственного предприятия «Харьковский машиностроительный завод „ФЭД“», Харьков          | род. 29.08.1939 |